# Schinditz
Schinditz ist ein Ortsteil der Stadt Dornburg-Camburg.

## Geographie
Der Ort liegt etwa 1,5 km nordöstlich von Camburg an der Straße nach Naumburg (Saale). Durch den Ort fließt der Schinditzbach in einem kleinen Seitental und mündet bei Tümpling als rechter Zufluss in die Saale.

## Geschichte
1378 wurde der Ort urkundlich erstmals erwähnt. Bereits 1414 nannte die Stadt Camburg Schinditz als Vorwerk und Rittergut. Das Gut beeinflusste die Entwicklung des Dorfes stark. Schinditz gehörte zum wettinischen Amt Camburg, welches aufgrund mehrerer Teilungen im Lauf seines Bestehens zu verschiedenen Ernestinischen Herzogtümern gehörte. 1826 kam der Ort als Teil der Exklave Camburg vom Herzogtum Sachsen-Gotha-Altenburg zum Herzogtum Sachsen-Meiningen. Von 1922 bis 1939 gehörte Schinditz zur Kreisabteilung Camburg.
Das bislang älteste noch erhaltene Verzeichnis der Einwohner des Ortes geht auf das erste Drittel des 15. Jahrhunderts zurück.
Nach dem Zweiten Weltkrieg wurde das Gut enteignet und auf Bauern und Umsiedler aufgeteilt. Später unternahm eine Studienprojektgruppe der Friedrich-Schiller-Universität Jena mit Bauern Obstbauversuche. Die örtliche Molkerei war nach dem Gut der größte Arbeitgeber. 1965 stellte man den Molkereibetrieb ein und produzierte Tiernahrung. Nach der Wende entwickelte ein Investor aus dem Tiernahrungsbetrieb ein Futtermittelwerk.